# Pristimantis modipeplus
Espèce
Synonymes
- Eleutherodactylus modipeplus Lynch, 1981

Statut de conservation UICN

 EN B1ab(iii) : En danger
Pristimantis modipeplus est une espèce d'amphibiens de la famille des Craugastoridae.

## Répartition
Cette espèce est endémique de la province de Tungurahua en Équateur. Elle se rencontre entre 2 560 et 3 700 m d'altitude dans la cordillère des Andes.

## Description
Les mâles mesurent de 24,6 à 28,5 mm et les femelles de 28,0 à 34,7 mm

## Publication originale
- Lynch, 1981 : Leptodactylid frogs of the genus Eleutherodactylus in the Andes of northern Ecuador and adjacent Colombia. Miscellaneous Publication, Museum of Natural History, University of Kansas, no 72, p. 1-46 (texte intégral).